# Tropidophorus partelloi
Tropidophorus partelloi — вид сцинкоподібних ящірок родини сцинкових (Scincidae). Ендемік Філіппін.

## Поширення і екологія
Tropidophorus partelloi мешкають на острові Мінданао, за винятком півострова Замбоанга, а також на сусідньому острові Сіаргао. Вони живуть у вологих тропічних лісах, серед каміння і гнилої деревини, а також на берегах струмків. Зустрічаються на висоті від 200 до 1300 м над рівнем моря. Є яйцеживородними.